# Dieter Nilsson
Dieter Ivar Morgan Nilsson, född 26 september 1974, är en svensk tidigare fotbollsspelare (försvarare) som representerade Gais i början av 1990-talet.

## Biografi
Nilsson inledde karriären i Gnosjö IF men kom som 16-årig pojklandslagsman till Gais inför säsongen 1991. Han fick ingen speltid i Allsvenskan 1991 eller 1992, men till säsongen 1993 fick han förtroende i 13 seriematcher i ett Gais som fått börja om i division I södra. Han spelade kvar i Gais till 1995, men var aldrig tränaren B-A Strömbergs förstaval på backplatsen och fick inte förnyat kontrakt. Till säsongen 1996 gick han i stället till Åsa IF i division II.
Till säsongen 1997 återvände Nilsson till näst högsta serien då han skrev på för Västra Frölunda IF, men han lyckades inte bli ordinarie i det Frölundalag som under Torbjörn Nilsson och Stig Fredriksson gick upp i Allsvenskan, och till säsongen 1998 lämnade han klubben och gick till Jonsereds IF. Efter flera år i Jonsered, mot slutet som lagkapten, gick han 2002 till Lindome GIF. Säsongen 2007 var han spelande tränare i Lindome, innan han avslutade den aktiva karriären.
Till säsongen 2010 tog Nilsson över Tölö IF som huvudtränare, och inför säsongen 2011 blev han tränare för Lindome GIF i division II. Efter säsongen 2012 avgick han som tränare för klubben.